# Бражник олеандровый
Бражник олеандровый (Daphnis nerii) — бабочка из семейства бражников (Sphingidae).

## Описание
Длина переднего крыла 45—52 мм. Размах крыльев 100—125 мм. Передние крылья с беловатыми и розовыми волнистыми полосками и большим тёмно-фиолетовым продольным пятном у внутреннего угла; задние крылья от основания до средины черноватые, а от средины до края зеленовато-бурые; оба цвета разделяются белою полосою; нижняя сторона крыльев зеленоватая. Грудь зеленовато-серая: брюшко сверху оливково-зелёное, три первые членика окаймлены белыми волосками, следующие имеют на каждой стороне косые полосы оливкового цвета.

## Ареал
Отмечен в зоне временного размножения: на Северном Кавказе, в Закавказье до западного побережья Каспия, по берегам Азовского моря, в Крыму, Молдавии. Чаще всего встречается на Черноморском побережье Кавказа. В середине XIX века Бекер в Сарепте (ныне — территория Волгограда) отметил неожиданное появление гусеницы олеандрового бражника на комнатном олеандре, выставленном летом в сад.
В Южную Европу залетает, оставляет там потомство, из южнее расположенных стран ареал включает всю Африку и Индию, прибрежные страны Средиземного моря, весь Ближний Восток, включая Турцию, Ирак, Иран, юг Туркменистана (залёты), Афганистан.
Граница постоянного ареала определяется физиологией вида, не выдерживающего зимних холодов.

## Гусеницы
Гусеница зелёная или желтоватая; на каждой стороне третьего членика по точкообразному глазчатому пятну с белою серединою и чёрно-синим краем; позади третьего членика белая продольная линия; дыхальца с жёлтою оторочкою, хвостовый рог короткий, приплюснутый. Встречается на олеандрах и иногда на барвинке (Vinca). Гусеницы окукливаются на земле у олеандров, в коконе, состоящем из обломков листьев.

## Куколка
Куколка удлинённая, бурого цвета, с чёрным пятном на каждом дыхальце.

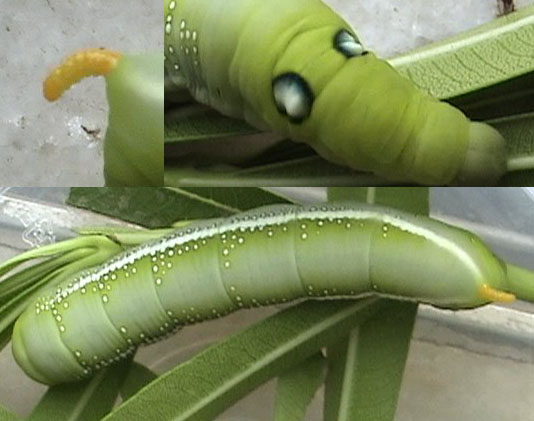

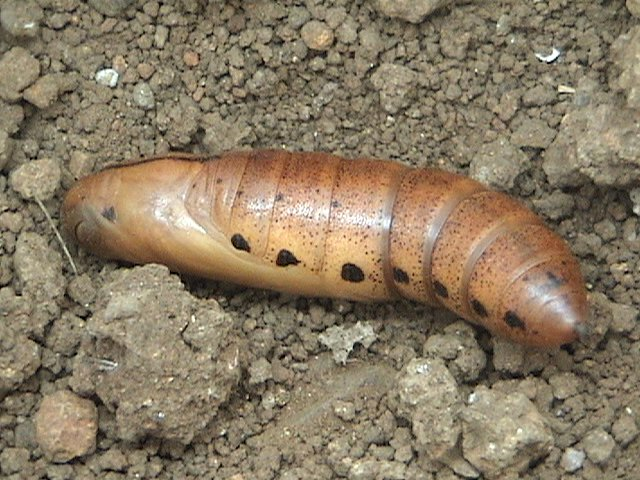
Куколка

## Охранный статус
- Занесён в Красную книгу Смоленской области